# Пестроткань

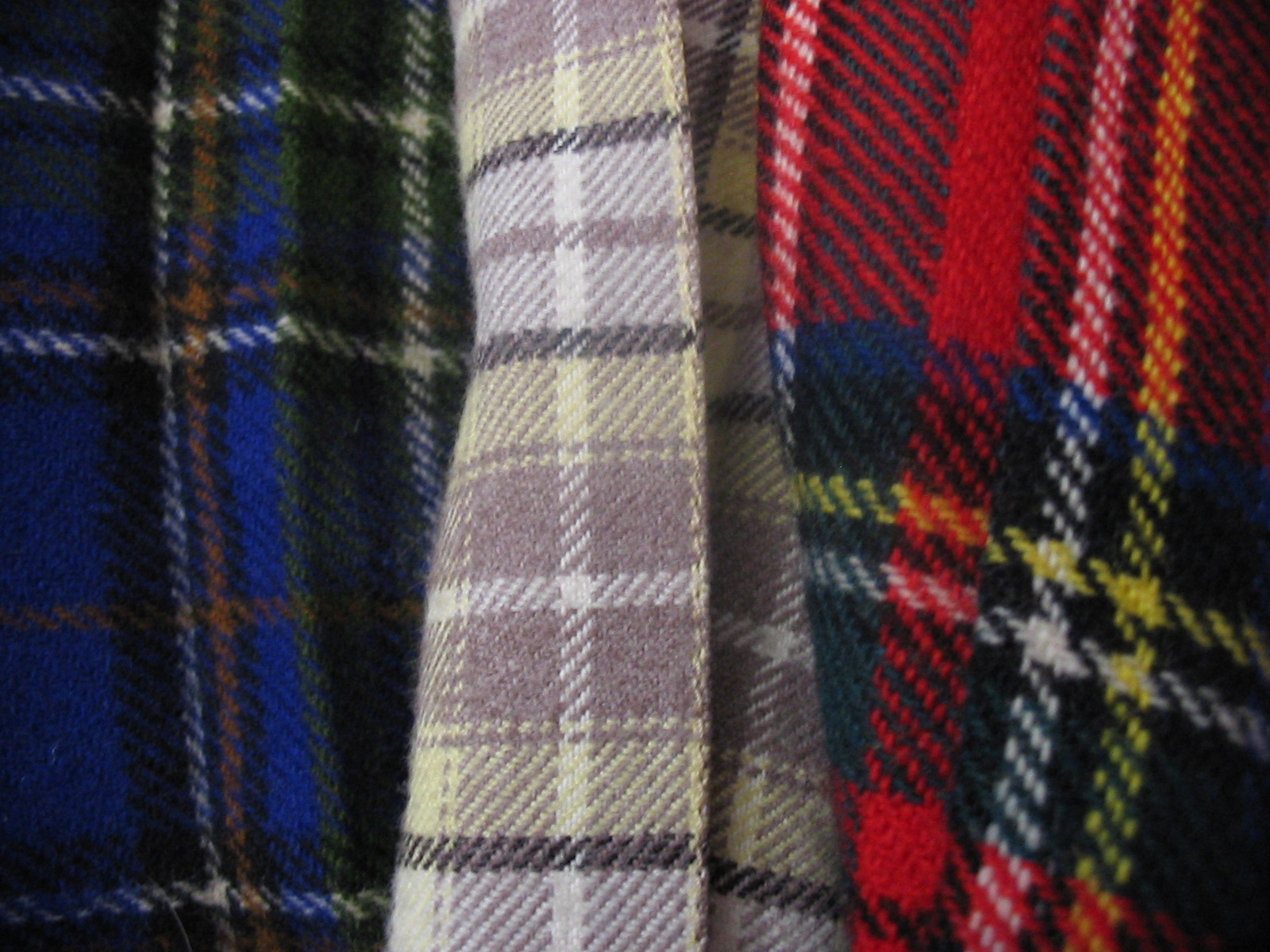
Три различных тартана

Пестроткань (нем. Buntgewebe), также «пестрядь» — ткань с рисунком, образованным в процессе ткачества, с использованием нитей, или волокон разных цветов (в отличие от рисунка, образованного окрашиванием готовой ткани). Рисунок обычно имеет вид полос или клеток, и образуется чередованием разноцветных продольных или поперечных нитей (т. н. основы и утка). В этом случае цветные нити основы чередуются в заданном, повторяющемся по ширине ткани порядке. Такая пестроткань, чаще всего вырабатывается гладким переплетением нитей.

## Виды
Согласно «Товарному словарю» Андреева (1889): пестрядь или полосушка, пестредина, затрапез; coutil, siamoise; Zwillich; striped linen, ticking — грубая ткань, вырабатывавшаяся из пеньки.
В России в конце XIX века различались следующие виды пестряди: третная — две синие нити основы чередовались с белой; «одна белая» — чисто белая; рубашечная, «с перелучкой» — в мелкую клетку, из которой шились рубашки; простая пестрядь, называемая «белоглазкой», «погоняйкой»; тяжина, кеж — киперная ткань; наволочная или скворцовая — «рябенькая»; путанка с мелким узором в полоску; половинчатая, у которой через две синие нити основы шли две белые.
Название пестряди «затрапеза» образовано от фамилии купца Затрапезникова, получившего от Петра I пестрядиную фабрику.